# Хокингова радијација
Хокингова радијација је појам у астрономији везан за црне рупе. Представља зрачење за које се сматра да долази из црне рупе услед квантних ефеката на хоризонту догађаја. Радијација је добила име по научнику Стивену Хокингу који је теоретски доказао њено постојање 1973. године.
Према принципу неодређености ротирајуће црне рупе би требало да емитују одређено зрачење. Хокингова радијација смањује масу црне рупе што би значило да она после неког времена нестане, односно испари. Сматра се да микро црне рупе емитују више зрачења те да њихова маса брже нестаје. Научници тврде да су 2010. године у лабораторијама примили сигнал који је тесно повезан са Хокинговом радијацијом, мада то још није потврђено.
Покренуто је више мисија да би се доказало постојање Хокингове радијације, као на пример Свемирски телескоп Ферми, лансиран у јуну 2008. године. Ферми тражи гама бљескове из примордијалних црних рупа које испаравају. У великом хадронском сударачу у CERNу, научници покушавају да створе микро црне рупе како би могли да посматрају њихово испаравање.

## Уопштено
Црне рупе имају снажно гравитационо поље. Њиховом гравитационом пољу ни светлост не може побећи, одатле и назив црне рупе. Хокинг је показао да квантни ефекти дозвољавају црној рупи да емитује зрачење које је исто као термална радијација идеализованог извора топлоте као што је апсолутно црно тело. Температура електромагнетне радијације је, као код црног тела, обрнуто пропорцијална маси црне рупе. Ова радијација не долази директно из црне рупе већ је резултат виртуалних честица које захваљујући гравитацији црне рупе постају реалне. Те честице које настану су пар честице-античестице и кад једна побегне гравитацији црне рупе она одузима део њене енергије, а такође и масе.
Тај процес се може представити и на следећи начин: због вакуумске флуктуације пар честица—античестица се појављује на хоризонту догађаја. Једна од честица из пара буде прогутана од стране црне рупе док друга побегне. Да би се очувала енергија, она честица коју је црна рупа прогутала мора имати негативну енергију. Тако црна рупа губи масу, и посматрачу (који се налази далеко од црне рупе) се чини да је она емитовала честицу.

## Испаравање црне рупе
Када честица побегне црној рупи, она губи мали део своје енергије и масе (маса и енергија су повезане Ајнштајновом једначином E = mc²)
Хокингова радијација се може лако израчунати посматрајући најједноставнију црну рупу, Шварцшилдову црну рупу (не ротира и нема наелектрисање) масе {\displaystyle M}. Комбинујући формулу за Шварцшилдов полупречник и Штефан-Болцманов закон
Штефан-Болцманов закон:
{\displaystyle \sigma ={\frac {\pi ^{2}k_{B}^{4}}{60\hbar ^{3}c^{2}}}\;}
Где је sigma Штефан-Болцманова константа
Шварцшилдов полупречник:
{\displaystyle r_{s}={\frac {2GM}{c^{2}}}\;}
где је G сила гравитације, M маса црне рупе а c брзина светлости
Гравитација на површини црне рупе:
{\displaystyle g={\frac {GM}{r_{s}^{2}}}={\frac {c^{4}}{4GM}}\;}
Хокингова радијација има спектар црног тела температуре Т дат као:
{\displaystyle E=k_{B}T={\frac {\hbar g}{2\pi c}}={\frac {\hbar }{2\pi c}}\left({\frac {c^{4}}{4GM}}\right)={\frac {\hbar c^{3}}{8\pi GM}}\;}
Температура Хокингове радијације:
| {\displaystyle T_{H}={\frac {\hbar c^{3}}{8\pi GMk_{B}}}\;} |
Црна рупа је савршено црно тело:
{\displaystyle \epsilon =1\;}

## Експериментална посматрања Хокинговог зрачења
У септембру 2010. године у лабораторији где се истражују „хоризонти догађаја беле рупе“ забележено је зрачење Хокингове радијације. Ово и даље није потврђено. Неки научници мисле да се Хокингова радијација може проучавати аналогно ако се узму у обзир соничне црне рупе, где је звук аналоган електромагнетном зрачењу а ток идеализованог флуида аналоган гравитацији.